# Островцы (Варашский район)
Островцы (укр. Острівці) — село во Владимирецкой поселковой общине Варашского района Ровненской области Украины.
До 2020 года входило во Владимирецкий район.
Население по переписи 2024 года составляло 398 человек. Почтовый индекс — 34361. Телефонный код — 3634. Код КОАТУУ — 5620881303.